# オスマン・ペルシア戦争
オスマン・ペルシア戦争（オスマン・ペルシアせんそう、英: Ottoman–Persian Wars）は、16世紀から19世紀までのオスマン帝国とペルシア帝国（サファヴィー朝、アフシャール朝、ザンド朝、ガージャール朝）との間の一連の戦争を指す。オスマン帝国は、15世紀に現在のトルコに当たる地域の支配を強化し、イスマーイール1世が統治するサファヴィー朝との紛争が次第に起こるようになった。この2国は最大のライバルで、オスマン帝国がスンニ派、サファヴィー朝がシーア派と宗教の分野においても立場が分かれていた。アナトリア、コーカサス、イラクの支配を巡る一連の紛争が数世紀にわたって起こった。
| 名前                                                                                                   | オスマン皇帝                            | ペルシア シャー                          | 講和条約                            | 勝利                                                   |
| --- | --------------------------------------- | ---------------------------------------- | ----------------------------------- | ------------------------------------------------------ |
| チャルディラーンの戦い (1514年)                                                                        | セリム1世                               | イスマーイール1世                        | なし                                | オスマン帝国                                           |
| オスマン・サファヴィー戦争 (1532年-1555年)                                                             | スレイマン大帝                          | タフマースブ1世                          | アマスィヤの講和 (1555年)           | オスマン帝国                                           |
| オスマン・サファヴィー戦争 (1578年-1590年)                                                             | ムラト3世                               | ムハンマド・ホダーバンデ, アッバース大王 | コンスタンティノープル条約 (1590年) | オスマン帝国                                           |
| オスマン・サファヴィー戦争 (1603年-1618年)（第1段階） アッバース1世のカヘティ・カルトリ遠征            | アフメト1世                             | アッバース大王                           | ナスフ・パシャ条約 (1612年)         | ペルシア帝国                                           |
| オスマン・サファヴィー戦争 (1603年-1618年)（第2段階）                                                  | アフメト1世, ムスタファ1世, オスマン2世 | アッバース大王                           | セラヴ条約 (1618年)                 | ペルシア帝国                                           |
| オスマン・サファヴィー戦争 (1623年-1639年)                                                             | ムラト4世                               | アッバース大王, サフィー1世              | ズハーブ条約 (1639年)               | オスマン帝国                                           |
| オスマン・ペルシア戦争 (1730年-1735年)（第1段階） 1730年の西ペルシア遠征 1731年のタフマースプ2世の遠征 | アフメト3世, マフムト1世                | タフマースブ2世                          | アフメト・パシャ条約 (1732年)       | オスマン帝国                                           |
| オスマン・ペルシア戦争 (1730年-1735年)（第2段階）                                                      | マフムト1世                             | アッバース3世                            | コンスタンティノープル条約 (1736年) | ペルシア帝国                                           |
| オスマン・ペルシア戦争 (1743年-1746年)                                                                 | マフムト1世                             | ナーディル・シャー                       | ケルデン条約 (1746年)               | 決着つかず                                             |
| オスマン・ペルシア戦争 (1775年-1776年)                                                                 | アブデュルハミト1世                     | カリーム・ハーン                         | なし                                | ペルシア帝国の勝利。バスラがペルシア帝国に占領された。 |
| オスマン・ペルシア戦争 (1821年-1823年)                                                                 | マフムト2世                             | ファトフ・アリー・シャー                 | エルズルム条約 (1823年)             | ペルシア帝国                                           |